# Limba gepidă
Limba gepidă este o limbă în prezent dispărută care face parte din grupul limbilor germanice.  Se presupune că ar fi dispărut odată cu  gepizii, în (sau după) 566.